# 伯西热克镇
伯西热克镇，是中华人民共和国新疆维吾尔自治区喀什地区叶城县下辖的一个乡镇级行政单位。原为伯西热克乡，2023年撤乡设镇。行政区划代码改为653126107。 

## 行政区划
伯西热克镇下辖以下地区：
布克松维村、塔热木巴格村、坎特伊其村、亚博依村、斯也克村、巴什欧壤村、索皮拉村、巴什喀拉巴格村、喀拉巴格村、欧壤村、巴格艾日克村、色格孜勒克博依村、塔木巴格村、博亚克恰喀村、托万欧壤村、巴什也依克村、也依克村和阿亚格也依克村。